# Galdácano
Galdácano (em castelhano) ou Galdakao (em basco) é um município da Espanha na província da Biscaia, comunidade autónoma do País Basco. Faz parte da comarca de Grande Bilbau e tem 31,7 km² de área.[carece de fontes?] Em 2021 tinha 29 404 habitantes (densidade: 927,6 hab./km²).